# Pyatt
Pyatt is een plaats (town) in de Amerikaanse staat Arkansas, en valt bestuurlijk gezien onder Marion County.

## Demografie
Bij de volkstelling in 2000 werd het aantal inwoners vastgesteld op 253.
In 2006 is het aantal inwoners door het United States Census Bureau geschat op 257, een stijging van 4 (1,6%).

## Geografie
Volgens het United States Census Bureau beslaat de plaats een oppervlakte van
3,3 km², geheel bestaande uit land. Pyatt ligt op ongeveer 213 m boven zeeniveau.

## Plaatsen in de nabije omgeving
De onderstaande figuur toont nabijgelegen plaatsen in een straal van 24 km rond Pyatt.